# Anna-Miriam Gansonre
Anna-Miriam Adamovna Gansonre est une ancienne joueuse de volley-ball ukrainienne née le 16 mars 1982 à Donetsk. Elle mesure 1,87 m et jouait au poste de réceptionneuse-attaquante. Son père est originaire du Burkina Faso.

## Clubs
| Club                    | De        | À         |
| ----------------------- | --------- | --------- |
| Alexandria Bila Tserkva | 1997-1998 | 1999-2000 |
| AES Balakovo            | 2000-2001 | 2006-2007 |
| Omitchka Omsk           | 2007-2008 | 2010-2011 |
| Dinamo Krasnodar        | 2011-2012 | 2013-2014 |
| Avtodor-Metar           | 2014-2015 | 2014-2015 |
| Proton Balakovo         | 2015-2016 | 2016-2017 |

## Palmarès
- Challenge Cup
  - Vainqueur : 2013.